# Kalibareng
Kalibareng is een bestuurslaag in het regentschap Kendal van de provincie Midden-Java, Indonesië. Kalibareng telt 1517 inwoners (volkstelling 2010).